# Robbert Dijkgraaf

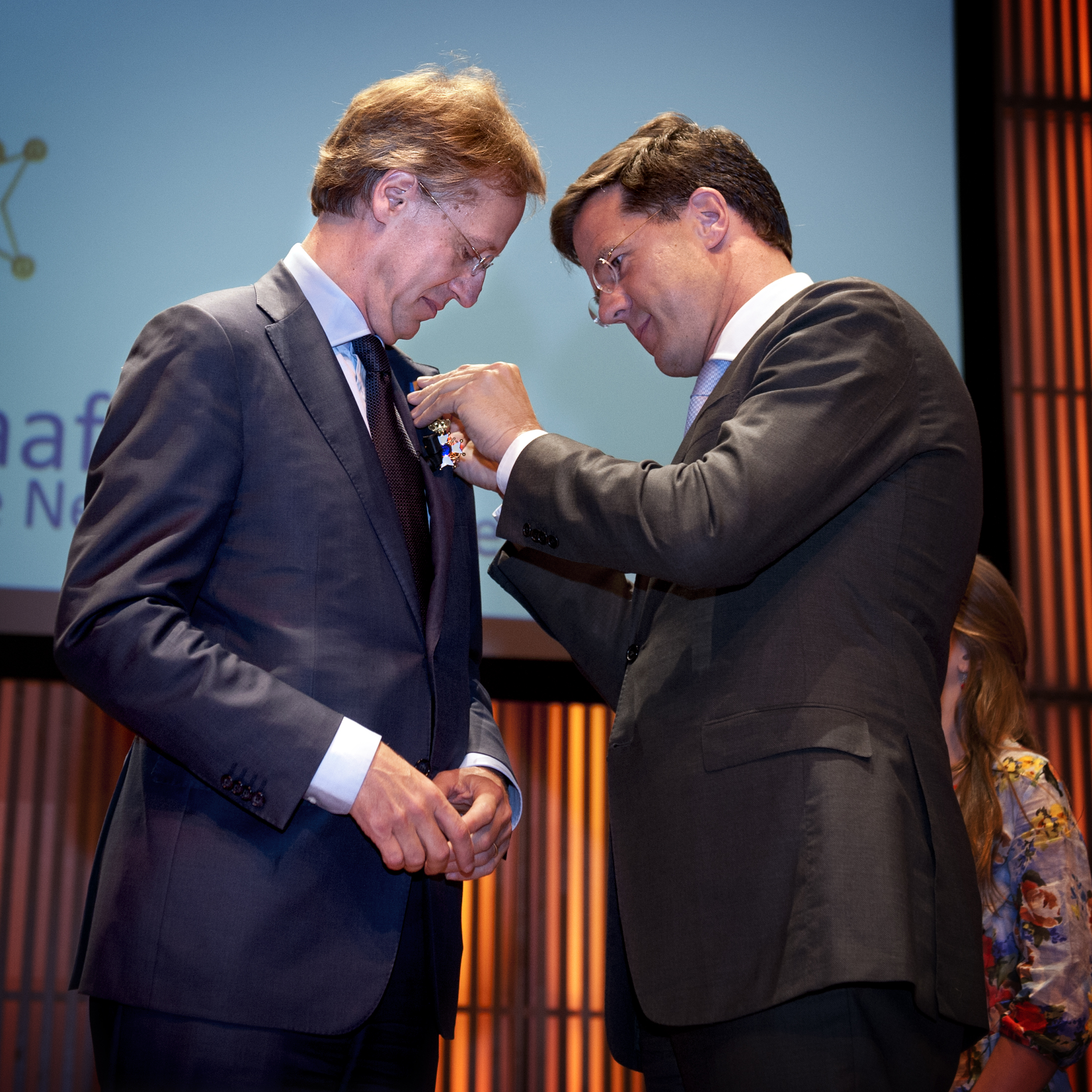
Robbert Dijkgraaf krijgt het draagteken van de Orde van de Nederlandse Leeuw door minister-president Rutte opgespeld.

Robertus Henricus (Robbert) Dijkgraaf (Ridderkerk, 24 januari 1960) is een Nederlands natuurkundige en voormalig minister van Onderwijs, Cultuur en Wetenschappen namens D66 in het kabinet-Rutte IV. Hij is universiteitshoogleraar Wetenschap en maatschappij in internationaal perspectief aan de Universiteit van Amsterdam en president van de International Science Council.

## Opleiding en loopbaan
Na zijn middelbareschooltijd op het Erasmiaans Gymnasium studeerde Dijkgraaf van 1978 tot 1982 natuurkunde aan de Rijksuniversiteit te Utrecht. Nadat hij cum laude zijn kandidaatsexamen had behaald, brak hij zijn studie voortijdig af omdat deze hem niet voldoende creatief uitdaagde. Gedurende deze onderbreking studeerde Dijkgraaf schilderkunst aan de Gerrit Rietveld Academie. In 1984 hervatte hij zijn studie natuurkunde, die hij in 1986 afrondde met het cum laude behalen van zijn doctoraalexamen. Reeds in 1989 promoveerde hij, wederom cum laude, bij de latere Nobelprijswinnaar Gerard 't Hooft op het proefschrift A Geometrical Approach to Two Dimensional Conformal Field Theory.
Na zijn studie deed Dijkgraaf gedurende 1989-1992 onderzoek aan de Princeton-universiteit en het in Princeton gevestigde Institute for Advanced Study (IAS). Hierna keerde hij terug naar Nederland om aan de Universiteit van Amsterdam (UvA) hoogleraar mathematische fysica te worden. Dijkgraaf was aan de UvA verbonden aan twee onderzoeksinstituten: het Korteweg-de Vries Instituut voor Wiskunde en het Instituut voor Theoretische Fysica.
Het onderzoeksveld van Dijkgraaf bestrijkt de snaartheorie, kwantumgravitatie en andere onderwerpen op het snijvlak van wiskunde en deeltjesfysica. In de snaartheorie zijn twee wiskundige concepten mede naar hem genoemd: met Edward Witten de Dijkgraaf-Witten-invarianten en met Erik en Herman Verlinde de Witten-Dijkgraaf-Verlinde-Verlinde-vergelijkingen. Vanaf 2005 werd hij universiteitshoogleraar aan de UvA. Deze functie zou hij tot januari 2022 vervullen.
Dijkgraaf werd op 19 mei 2008 aangesteld als president van de Koninklijke Nederlandse Akademie van Wetenschappen (KNAW).
Hij verliet de KNAW op 5 juni 2012 om van 1 juli 2012 tot 1 februari 2022 als directeur en Leon Levy Professor terug te keren bij het Institute for Advanced Studys, waar hij tot 1992 had gewerkt. Dijkgraaf was de eerste 'Leon Levy Professor', een professoraat vernoemd naar de Amerikaanse filantroop  Leon Levy (artikel in engelstalige Wikipedia).
Na zijn vrij korte ministerschap (tot juli 2024, zie hieronder) keerde Dijkgraaf terug naar de wetenschap. Hij is per 1 april 2025 benoemd tot universiteitshoogleraar Wetenschap en maatschappij in internationaal perspectief aan de Universiteit van Amsterdam. Daarnaast is hij in januari 2025 verkozen tot nieuwe president van de International Science Council, een ngo die wereldwijd de belangen van de wetenschap behartigd.

## Minister
Vanaf 10 januari 2022 was Dijkgraaf namens D66 minister van Onderwijs, Cultuur en Wetenschap in het kabinet-Rutte IV. Na het opstappen van Dennis Wiersma als minister voor Primair en Voortgezet Onderwijs op 23 juni 2023 nam Dijkgraaf ook zijn taken over. Dit deed hij tot de opvolgster van Wiersma, Mariëlle Paul, beëdigd werd op 21 juli 2023. Op 2 juli 2024 werd hij opgevolgd door Eppo Bruins als minister van OCW.

## Nevenfuncties
- 2016 – heden: lid Comité van Aanbeveling Nederlandse Wereldwijde Studenten
- 2015 – januari 2022: lid Raad van Toezicht Hartwig Medical Foundation[10]
- 2010 – 2015: lid Raad van Toezicht Van Gogh Museum
- 2009 – juni 2012: Voorzitter, Raad van Toezicht VPRO
- 2008 – juni 2012: lid Raad van Toezicht Teylers Museum
- 2008 – juni 2012: lid Raad van Toezicht Gerrit Rietveld Academie
- 2007 – 2010: lid Innovatieplatform
- 2007 – 2012: lid Raad van Toezicht NEMO Science Museum (Stichting NCWT)
- 2005 – juni 2012: lid Raad van Bestuur Stichting voor Fundamenteel Onderzoek der Materie
- 2004 – januari 2022: columnist NRC Handelsblad
- 1992 - 2021: redacteur van verschillende wetenschappelijke tijdschriften geweest.[11]

### Prijzen en lidmaatschappen
In 2003 ontving Dijkgraaf de NWO Spinozapremie voor zijn wetenschappelijk werk. Hij was daarmee de eerste Spinozalaureaat met een andere Spinozalaureaat, Gerard 't Hooft, als leermeester. Dijkgraaf is sinds 2003 lid van de KNAW en sinds 2004 lid van de Koninklijke Hollandsche Maatschappij der Wetenschappen (KHMW). Dijkgraaf kreeg op 24 maart 2012 de eerste Comeniusprijs uitgereikt. Op 5 juni 2012 werd hij tot ridder in de Orde van de Nederlandse Leeuw benoemd. Hij kreeg het bijbehorende draagteken opgespeld door premier Rutte.
Op 30 april 2013 bekleedde Dijkgraaf het ambt van heraut van Wapenen bij de inhuldiging van Willem-Alexander en mocht hij op de Dam in Amsterdam voor de Nieuwe Kerk verkondigen dat koning Willem-Alexander was ingehuldigd. Dijkgraaf ontving het eredoctoraat van de Radboud Universiteit te Nijmegen in 2013, van de Universiteit Leiden in 2018 en van de Vrije Universiteit Brussel in 2019.
Dijkgraaf was een veel geziene gast in het televisieprogramma De Wereld Draait Door. Hij gaf tussen 2012 en 2017 in de Westergasfabriek in Amsterdam voor het programma DWDD University over zijn vakgebied zeven verschillende colleges, die live werden uitgezonden. Hij presenteerde in 2017 voor de VPRO zijn eigen Nederlandse documentaireserie, The mind of the universe, dat uit tien uitzendingen bestaat waarin grote wetenschappers de wereld van morgen schetsen. Voor zijn publieke optredens ontving Dijkgraaf in 2019 de Irispenning.

## Persoonlijk
Dijkgraaf is getrouwd met schrijfster Pia de Jong en heeft met haar één dochter en twee zonen.